# Stara Obra
Stara Obra – wieś w Polsce położona w województwie wielkopolskim, w powiecie krotoszyńskim, w gminie Koźmin Wielkopolski, położona na północ od Koźmina Wielkopolskiego, 6 km od miasta, przy linii kolejowej do Jarocina. Przez wieś przepływa jeden ze strumieni, łączących się dalej z rzeką Obrą.
Po raz pierwszy wzmiankowana w I połowie XV wieku, należała do dóbr koźmińskich do połowy wieku XIX. Obok dziewiętnastowiecznych zabudowań dworskich zachował się 11-hektarowy park z okazami sosny czarnej ("austriackiej") (Pinus nigra Arn.) i lipy amerykańskiej (Tilia americana L.).
W okresie Wielkiego Księstwa Poznańskiego (1815-1848) miejscowość wzmiankowana jako Obra należała do wsi większych w ówczesnym pruskim powiecie Krotoszyn w rejencji poznańskiej. Obra należała do okręgu koźmińskiego tego powiatu i stanowiła odrębny majątek, którego właścicielem był wówczas Szmolke. Według spisu urzędowego z 1837 roku wieś liczyła 367 mieszkańców, którzy zamieszkiwali 39 dymów (domostw).
W latach 1975–1998 miejscowość administracyjnie należała do województwa kaliskiego.
Przystanek kolejowy Obra Stara wybudowano tu w czynie społecznym w 1970.
Zobacz też: Obra